# لری بیشاپ
لری بیشاپ (انگلیسی: Larry Bishop؛ زادهٔ ۳۰ نوامبر ۱۹۴۸) یک فیلم‌نامه‌نویس، هنرپیشه، کارگردان، و تهیه‌کننده اهل ایالات متحده آمریکا است.

## گزیده فیلمشناسی
از فیلم‌ها یا برنامه‌های تلویزیونی که وی در آن نقش داشته‌است می‌توان به آثار زیر اشاره کرد.
- خواب جینی را می‌بینم (۱۹۶۹)
- دنیای مردگان (۱۹۹۶)
- زمان سگ دیوانه (۱۹۹۶)
- بیل را بکش بخش ۲ (۲۰۰۴)